# Isis elongata
Isis elongata is een zachte koraalsoort uit de familie Isididae. De koraalsoort komt uit het geslacht Isis. Isis elongata werd in 1857 voor het eerst wetenschappelijk beschreven door Gray. 